# Potchefstroom
Potchefstroom (/ˌpɔtʃɛfˈstruəm/, colloquiallmente Potch) è una città sudafricana situata nella provincia del Nordovest.

## Storia
Fondata nel 1838 dai Voortrekkers, rappresenta il secondo più vecchio insediamento di una popolazione europea (dopo Klerksdorp) nell'allora Transvaal. La città sorge sulle rive del fiume Mooi e dista circa 120 km da Johannesburg.
Potchefstroom fu la capitale della Repubblica del Transvaal dal 1848, anno di istituzione della repubblica, fino al 1860 quando la capitale venne spostata a Pretoria. Durante la seconda guerra boera i britannici vi costruirono un campo di concentramento dove imprigionarono anche donne, bambini e vecchi boeri.
Rinomata per la cultura, la città è sede del Potchefstroom Campus dell'Università del Nordovest. Tra gli impianti sportivi degno di nota e l'Olën Park, stadio in cui la squadra di rugby a 15 dei Leopards gioca le proprie gare casalinghe.